# Cascina Linterno
Pour les articles homonymes, voir Cascina (homonymie).
La cascina Linterno est une ancienne grange monastique de la campagne milanaise connue par la tradition comme l'un des quatre lieux où Pétrarque a résidé durant son séjour à Milan entre 1353 et 1361. Elle est la seule de ces quatre résidences à avoir été préservée. 
Autrefois situé à quatre lieues de la ville à un endroit nommé Infernum ou Inferno, cet exemple typique d'une cascina à cour fermée lombarde est aujourd'hui incorporé dans le tissu urbain, mais le site conserve d'importants témoignages de l'ancien paysage agricole : les fontanili et les marcite (it), près de l'un des principaux parcs de la ville, le Parco delle Cave (it).

## Historique
Connue aujourd'hui sous l'appellation de cascina Linterno, elle fut dénommée ad infernum puis cassina de Infernum (probablement du lombard In-Fern, « fond lointain »). À l'origine simple grange monastique du XIIe siècle, elle constitua l'établissement rural d'une communauté hospitalière ou templière,.
Les premiers témoignages documentés se trouvent dans le parchemin de 1154 des archives du presbytère de Sant'Ambrogio : dans cet acte notarié Infernum et son territoire ont comme propriétaires fonciers les de Marliano de droit lombard (it). Les documents capitulaires concernent la zone dont le centre principal était Baggio, lieu d'origine de la puissante famille d'origine lombarde, les da Baggio, voisins immédiats des de Marliano.
Au cours des siècles, la località Infernum/Linterno s'est agrandie d'un petit bourg autour de la corte chiusa (cour fermée) qui constitue toujours la cascina (ferme) homonyme. Aujourd'hui, le bourg est englobé dans le tissu urbain de l'ouest milanais auquel elle se rattache tout en préservant sa particularité grâce à la proximité du Parco delle Cave (it), lui-même intégré dans le complexe plus vaste du Parco Agricolo Sud Milano (it).

## Pétrarque et la solitude de l'enfer

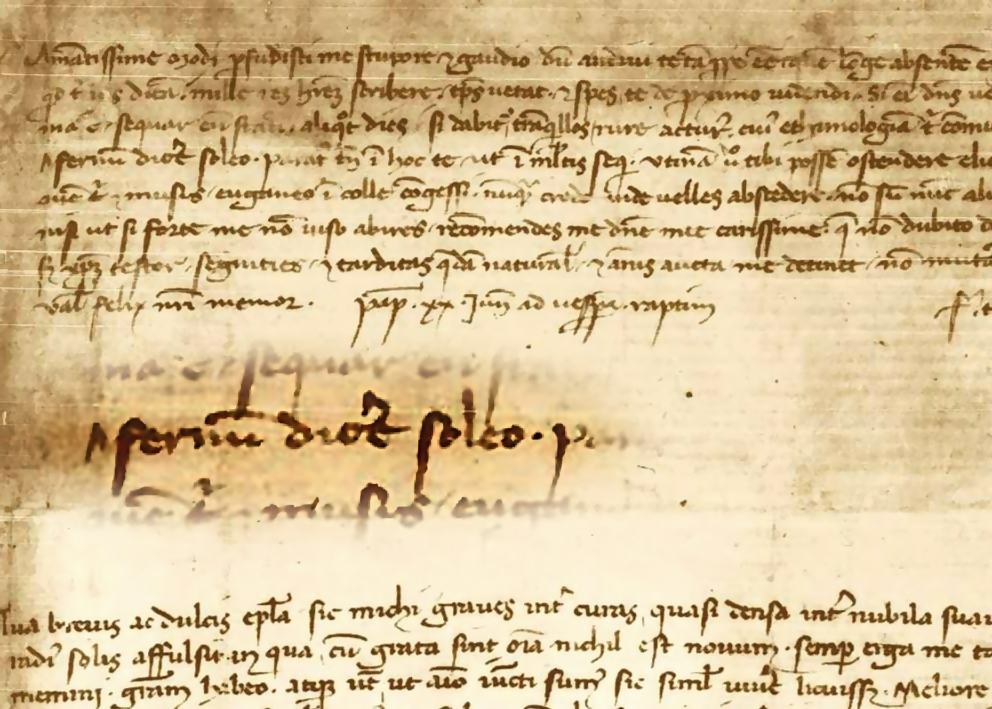
Lettre de Pétrarque à son ami Moggio di Parma conservée à la Bibliothèque Laurentienne de Florence, contenant la référence à lInfernum : aliquot dies, si dabitur, tranquillos rure acturus, cuius ethimologiam tibi committo. Ego quidem Infernum dicere solèo.

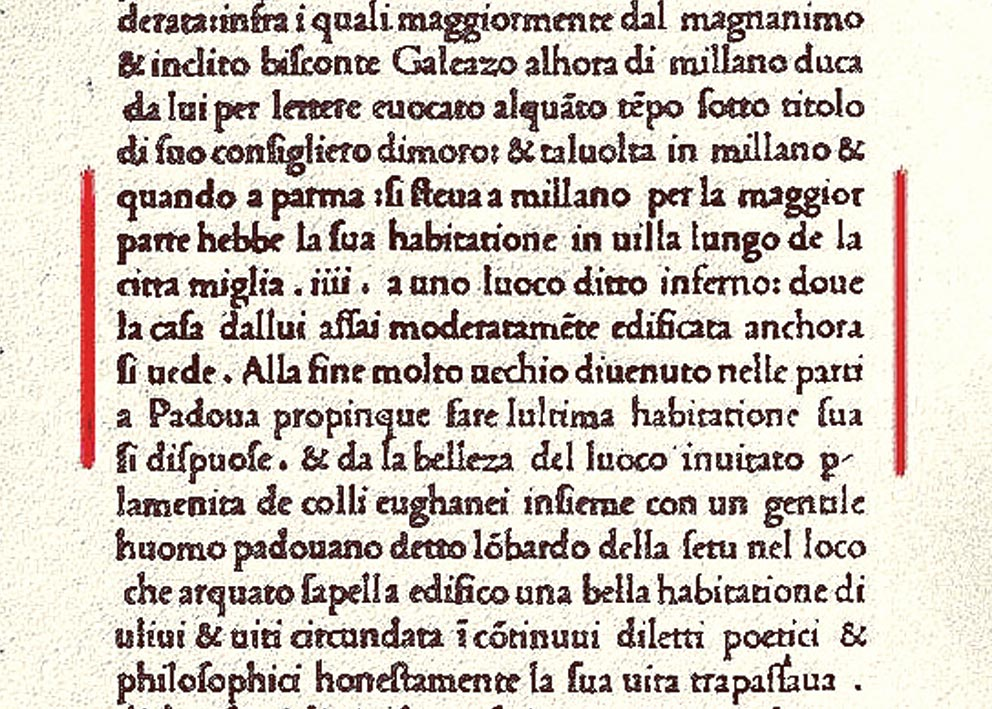
Page d'un incunable conservé à la biblioteca Trivulziana contenant le Canzoniere et Les Triomphes de Pétrarque (Venise [Gabriele di Pietro], 1473), où, dans la Vie de Pétrarque du pseudo Antonio da Tempo, on peut lire : si steva a millano per la maggior parte hebbe la sua habitatione in villa lungo de la città miglia IIII a uno luoco ditto inferno: dove la casa dallui assai moderatamente edificata anchora si vede.

Une solide tradition affirme que la Cascina Linterno fut la demeure agreste de Pétrarque entre 1353 et 1361, à partir de la référence explicite de la lettre autographe du poète à son ami Moggio di Parma (Modius de Modiis) du 20 juin 1360 (ou 1369), conservée à la bibliothèque Laurentienne de Florence, contenant la précieuse référence à l'Infernum,. 
Elle s'est poursuivie avec les références au lieu, dit Infernum ou Inferno, situé au quatrième mille de la ville de Milan, contenues dans les incunables successifs : 
- 1473, Canzoniere, Trionfi, Memorabilia de Laura dans Vita di Petrarca probablement de Pier Candido Decembrio[5],[c] ;
- 1474, le Canzoniere, dans Vita di Petrarca de Leonardo Bruni ;
- 1484, Trionfi, Canzoniere commentés par Bernardo Lapini, Francesco Filelfo et Girolamo Squarzafico.

On ne connaît pas d'autre Infernum dans le milanais. Seule existe une cascina Invernum dans la province de Lodi, mais elle est distante de trente kilomètres de Milan. La Cascina Linterno se trouve à proximité du bourg de Quarto Cagnino (it) qui, comme en témoigne son nom, était située à quatre milles de Milan.
La référence à Linterno/Infernum comme demeure milanaise de Pétrarque s'est perpétuée au fil du temps. 
Il y est fait mention dans le Libro Annotationum imprimé à Lyon en 1576 par l'éditeur Guglielmo Rovillius. Pietro Verri, en 1700 écrit à ce sujet dans la Storia di Milano ; Giovan Battista Baldelli, homme de lettres et collaborateur de l’Antologia de Vieusseux, qui étudia surtout Boccace (Vita di G. B., 1806) et Pétrarque (Del Petrarca e delle sue opere libri quattro, 1797) l'évoquait à la fin du XVIIIe siècle. Autres citations par Ugo Foscolo dans son Saggi sopra il Petrarca ; par Giacomo Leopardi dans son Interpretazione delle Rime et par Carlo Cattaneo dans son essai Notizie naturali e civili su la Lombardia tiré de ses Opere scelte (1839 - 46).

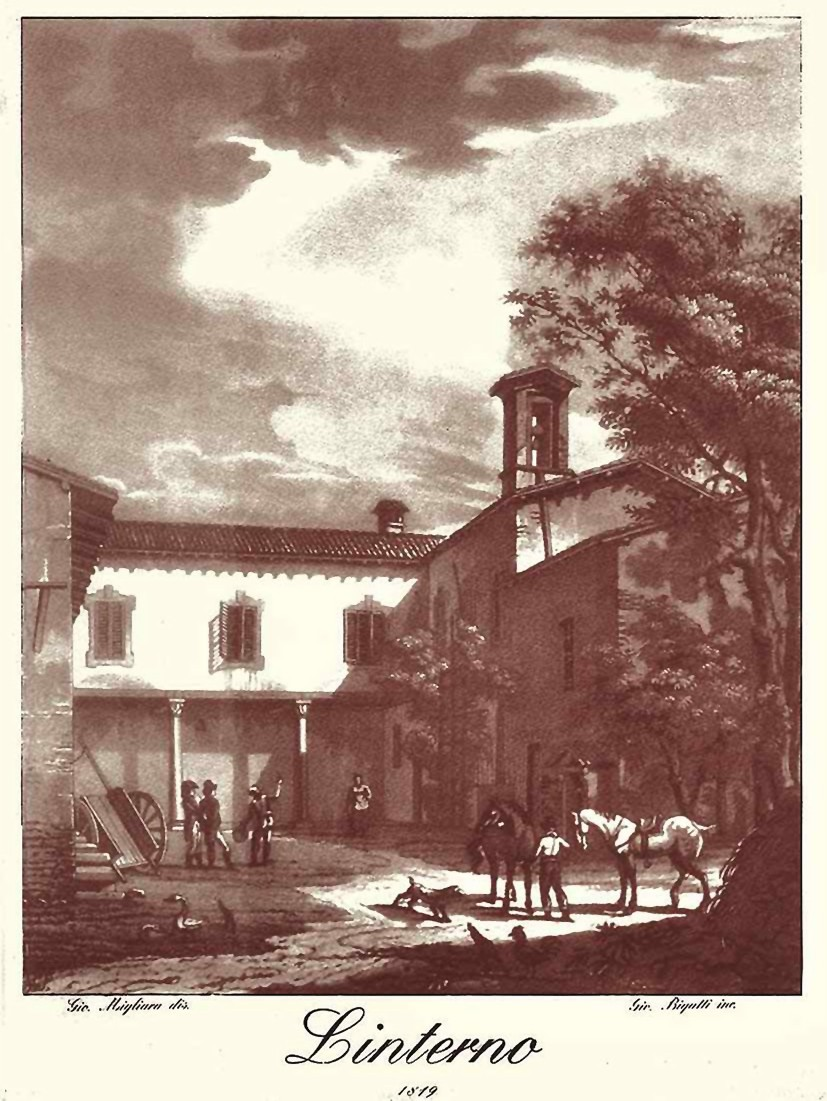
Solitudine di Linterno, peinture sur bois de Giovanni Migliara, 1819.

En 1819, le bibliophile et spécialiste de Pétrarque Antonio Marsand, professeur à l'université de Padoue, l'évoque dans sa préface des Rime. Conservée à la Biblioteca Trivulziana, elle est considérée comme la plus belle édition du XIXe des œuvres de Pétrarque, pour l'élégance typographique, l'analyse des textes, la riche bibliographie et les splendides gravures hors texte de Giovanni Migliara. Elle est complétée par une gravure hors texte de Giovanni Migliara qui reproduit dans le détail la Solitudine di Linterno. L'œuvre importante de Marsand exerça une influence culturelle certaine : en 1820, Ambrogio Levati rapporte l'opinion du spécialiste au sujet de la genèse de l'étymon Linterno (transmis comme altération de l'original Infernum, en hommage à Scipion l'Africain par référence à Liternum où se trouve sa sépulture) : « Le professeur Marsand a démontré qu'il n'était pas vrai que Pétrarque avait simplement par plaisanterie l'habitude d'appeler Linterno l'Inferno [...] mais que cette dénomination était générale et commune, spécialement parmi les paysans et le petit peuple milanais [...] »,.
En 1837, la revue culturelle Cosmorama Pittorico (it) donna un relief important à la Villa Linterno avec une acquaforte de Gaetano Fiorentini. D'autres auteurs parmi lesques Carlo Romussi, auteur de Storia di Milano attraverso i suoi monumenti, affirment que Pétrarque aurait séjourné dans une maison peu distante de Sant'Ambrogio ou près de la chartreuse de Garegnano. Luciano Patetta dans un essai de 1997 fit allusion au débat sur la localisation de la demeure milanaise de Pétrarque.
Des quatre lieux habités par Pétrarque lors de son séjour milanais pluriannuel que l'on connaît, ont disparu la demeure proche de la basilique Sant'Ambrogio et celle voisine de la basilique San Simpliciano ; aucun témoignage ne nous est parvenu de l'habitation présumée à proximité de la Chartreuse Saint-Ambroise de Garegnano, qui, si elle abrita le poète, a depuis été en grande partie reconstruite. L'unique et dernier témoignage de la présence de Francesco Petrarca à Milan reste la Cascina Linterno.